# サンエー西原シティ
サンエー西原シティ（サンエーにしはらシティ）は、沖縄県中頭郡西原町字嘉手苅にあるサンエーが運営する総合スーパー（GMS）である。
略称は「ニシティー」。コンセプトは「ただいま、夢の成長期。」。

## 概要
所在地は、1993年に中部製糖社（現・新中糖産業）が製糖事業から撤退後、1998年まで翔南製糖が製糖操業を行っていた工場跡地である。土地を所有する新中糖産業が店舗の建設を含め所有者となり、サンエーが借り受ける「建物賃貸借契約」で運営する方式をとる。同社が運営するGMSの中では、那覇市おもろまちにある那覇メインプレイスに次ぎ2番目の規模を誇り、西原町においては、初の大型ショッピングセンターである。
西原町には、国立大学法人である琉球大学や私立大学である沖縄キリスト教学院大学などが所在し、同町自身も「文教の町」を掲げている。サンエーは、学生などの若年層が多い学園都市であり、また人口増加率の高い点に着目し、建設が決定した。
2014年4月、同施設の北側に所在していた西原町役場が新庁舎に移転したことに伴い、町有地の跡地を2015年2月に新中糖産業に売却することを決定。同社はサンエーとの提携により、同地の道向かいに所在する"西原シティ拡張展開"構想を発表した。町によると、これを拠点施設整備の中心核として、2024（令和6）年度の開業実現を目指していた。しかし、土地を所有している新中糖産業は近年の資材価格の高騰を考慮して計画の見直しを進めている。新しい計画では「百貨店、マーケット、その他の物品販売、映画館、駐車場」で構成され、2027年に竣工する予定としている。

## 沿革
- 2001（平成13）年2月13日 - 「サンエー西原シティ（仮称）」の出店を発表。
- 2002（平成14）年10月8日 - 着工[7]。
- 2003（平成15）年10月1日 - 42の専門店を携え、「西原シティ」開業。
- 2009（平成21）年11月18日 - 「かつ乃屋」を閉店し、「大阪王将」がオープン[8]。
- 2013（平成25）年10月25日 - 開業10周年を迎え、専門店を44店舗から49店舗に拡充し、初の大規模リニューアルオープン[9]。沖縄県内出店2店舗目となる「ジーユー」の他、同社運営の「無印良品」1号店をオープン[注 3][10]。

- 2015（平成27）年10月1日 - 営業時間を午後11時閉店に変更（一部テナントを除く）。
- 2016（平成28）年5月9日 - 西原シティエリアにてネットスーパーを開始[11]。
- 2020（令和2）年4月21日 - 営業時間を午後10時閉店に変更。なお、食品館は午後11時閉店。

## 主なテナント
詳しくは公式サイトを参照。
- サンエー食品館
- エディオン[注 4]
- 大阪王将
- ピッツェリア マリノ
- 和風亭
- イルーシー300
- ヴァインドラッグ
- グローブ
- スターバックスコーヒー
- スタディオクリップ
- チチカカ
- ミスタードーナツ
- ライトオン
- サンエー衣料館
- 珈琲待夢
- チュチュアンナ
- 無印良品
- ABCマート
- オンデーズ
- 球陽堂書店
- ジーユー
- NOVA

## アクセス

### モノレール
- 沖縄都市モノレール線首里駅
  - 駅下の首里駅前バス停より346番・那覇西原（鳥堀）線に乗車。西原シティ前バス停、又は小那覇バス停で下車、徒歩約2分。
- 沖縄都市モノレール線てだこ浦西駅
  - 駅前のてだこ浦西駅バス停より233番・西原てだこ線に乗車。西原シティ前バス停、又は小那覇バス停で下車、徒歩約2分。

### 路線バス
- 30番・泡瀬東線（東陽バス） ●
- 233番・西原てだこ線（那覇バス） ■
- 333番・那覇西原（末吉）線（那覇バス） ■　※1日1本のみ
- 346番・那覇西原（鳥堀）線（那覇バス） ■

●の路線は小那覇バス停下車、■の路線は西原シティ前バス停、又は小那覇バス停下車

## その他
同ショッピングセンターに設置されている宝くじ売り場において、2005年から2007年までの間に当せん金1億円が5本出たということから、テレビ番組などで報道され話題となり、2008年末の年末ジャンボ宝くじ販売の際、連日行列ができるという現象が発生した。

### 注
1. ↑  同社の上地哲誠社長（当時）は「商圏の平均年齢は35歳と若く、授乳室など若い世代を意識したサービス空間を充実させた」と語っている。
2. ↑  町の事業者募集に対し、2015年1月までに応募があったのは新中糖産業の1社のみであった。
3. ↑  開業当初から入居していた無印良品は、県内競合のリウボウストアが運営する店舗であった。2013年8月にサンエーと良品計画とのライセンスト・ストア契約を締結したことにより、同施設内の無印良品の運営をリウボウストアから転換した。
4. ↑  開業時は「サンエー西原電器館withデオデオ」。2013年にエディオン本部の屋号変更にあわせ、現在の店舗名に変更した。